# Station Dzierżoniów Dworzec Mały
Station Dzierżoniów Dworzec Mały is een spoorwegstation in de Poolse plaats Dzierżoniów.